# フラッグ・デイ 父を想う日
『フラッグ・デイ 父を想う日』（フラッグ・デイ ちちをおもうひ、原題: Flag Day）は、2021年製作のアメリカ合衆国のドラマ映画。
愛する父が実は犯罪者だったと知った娘の葛藤と家族の絆を描く。ジャーナリストのジェニファー・ヴォーゲルの回顧録『Flim-Flam Man: A True Family History』の映画化。ショーン・ペンが監督すると共に初めて自身の監督作に出演し、実娘のディラン・ペンと父娘役で初共演した。第74回カンヌ国際映画祭コンペティション部門出品。
タイトルの「フラッグ・デイ」とは、6月14日のアメリカ国旗制定記念日のことで、ジェニファーの父ジョンの誕生日でもある。

## あらすじ
1992年、米国最大級のニセ札偽造犯ジョン・ヴォーゲルは、警官隊の眼前で銃により自殺した。実娘でジャーナリストのジェニファーは、幼い頃からの父との思い出を静かに回想し始めた。
ジョン・ヴォーゲルはアメリカ中がカーニバルで湧くフラッグ・デイに生まれ、自分を特別な存在と信じて、一旗揚げることを夢見る男だった。気が向いた時にしか妻子の元に帰らないが、幼い娘のジェニファーや息子のニックにはウケがよく、好かれるジョン。
1975年には農場を購入して家族を呼び寄せるジョン。だが、返済計画がいい加減で、農場はたちまち人手に渡った。事業は立ち上げるが、地道な努力が足らずに失敗し、妻とも離婚するジョン。
高校生になったジェニファーは、母親の再婚相手の家で暮らしていたが、酔った義父にレイプされかけて家出し、実父のジョンを頼った。ジェニファーを養う余裕がなく、仕事を探して管理職になったと話すジョン。だが、実際の仕事は肉体労働だった。やがて、金のために強盗を働き、15年の刑で服役するジョン。高校を中退したジェニファーは、ヒッチハイクで各地を彷徨った末に、実力でミネソタ大学に入学した。
1992年、新聞社で働くジェニファーを訪ねて来る老いたジョン。すでに出所して一年以上で、刑務所で覚えた印刷の事業をしていると言う。だが、ジェニファーに高級車をプレゼントするというジョンの言葉は相変わらず嘘だった。挙げ句にニセ札犯として警察の追跡を受けたジョンは、追いつめられ、銃で頭を撃ち抜いた。それが、ジョン・ヴォーゲルの生涯だった。

## キャスト
- ジェニファー・ヴォーゲル：ディラン・ペン
- ジョン・ヴォーゲル：ショーン・ペン
- ジョシュ・ブローリン
- キャサリン・ウィニック
- エディ・マーサン
- レジーナ・キング
- ノーバート・レオ・バッツ
- デイル・ディッキー
- ベイリー・ノーブル
- ホッパー・ペン